# Eduardo Pereira (futebolista)
Eduardo Pereira (Díli, 2 de janeiro de 1979) é um futebolista timorense. Atualmente, atua como zagueiro da Seleção Timorense de Futebol.